# Cyanomitra cyanolaema
El suimanga orjiazul (Cyanomitra cyanolaema) es una especie de ave paseriforme de la familia Nectariniidae propia de África occidental y central. 